# Харовск
Ха́ровск — город (с 1954 года) в России, в Вологодской области. Административный центр Харовского района; образует городское поселение город Харовск, а также является центром сельского поселения Харовское. Население — 8361 человек (2023).
Город расположен на Харовской гряде, на левом берегу реки Кубены, в 89 километрах к северу от Вологды. Железнодорожная станция Харовская.

## История и этимология
Населённый пункт возник как посёлок при строительстве станции и моста на пересечении железной дороги с рекой Кубеной. Станция открыта в 1898 и до 1904 называлась Кубино, затем Лещёво (по селу Лещёво) и с 1914 — Харовская.
В 1903 году основан посёлок Харовский при строительстве стекольного завода.
В 1930-е годы в посёлке были построены лесозавод № 45, пищекомбинат, шпалопропиточный завод, завод по производству заготовок для музыкальных инструментов, хлебокомбинат, молочный завод, льнозавод и филиал оптико-механического завода.
31 декабря 1932 года постановлением ВЦИК посёлок получил статус рабочего посёлка. 28 октября 1954 года Харовск становится городом.

## Население
| 1926    | 1939    | 1959    | 1970    | 1979    | 1989    | 1992    | 1996    | 1998    | 2000    | 2001    | 2002    |
| ------- | ------- | ------- | ------- | ------- | ------- | ------- | ------- | ------- | ------- | ------- | ------- |
| 500     | ↗7400   | ↗11 260 | ↗14 102 | ↘12 859 | ↗13 083 | ↗13 200 | ↘12 900 | ↘12 600 | ↘12 400 | →12 400 | ↘11 460 |
| 2003    | 2005    | 2006    | 2007    | 2008    | 2009    | 2010    | 2011    | 2012    | 2013    | 2014    | 2015    |
| ↗11 500 | ↘11 200 | ↘11 100 | ↘11 000 | ↘10 900 | ↘10 759 | ↘9998   | ↗10 100 | ↘9843   | ↘9617   | ↘9506   | ↘9422   |
| 2016    | 2017    | 2018    | 2019    | 2020    | 2021    | 2023    |         |         |         |         |         |
| ↘9292   | ↘9185   | ↘9099   | ↘8897   | ↘8776   | ↘8389   | ↘8361   |         |         |         |         |         |

На 1 января 2024 года по численности населения город находился на 965-м месте из 1119 городов Российской Федерации.
Национальный состав
По итогам переписи населения 2020 года проживали следующие национальности (национальности менее 0,1 % и другое, см. в сноске к строке «Другие»):
| Национальность | Численность, чел. | Доля     |
| -------------- | ----------------- | -------- |
| Русские        | 8012              | 95,51 %  |
| Узбеки         | 19                | 0,23 %   |
| Азербайджанцы  | 19                | 0,23 %   |
| Китайцы        | 18                | 0,21 %   |
| Цыгане         | 17                | 0,20 %   |
| Украинцы       | 16                | 0,19 %   |
| Белорусы       | 10                | 0,12 %   |
| Другие         | 278               | 3,31 %   |
| Итого          | 8389              | 100,00 % |

## Промышленность и связь

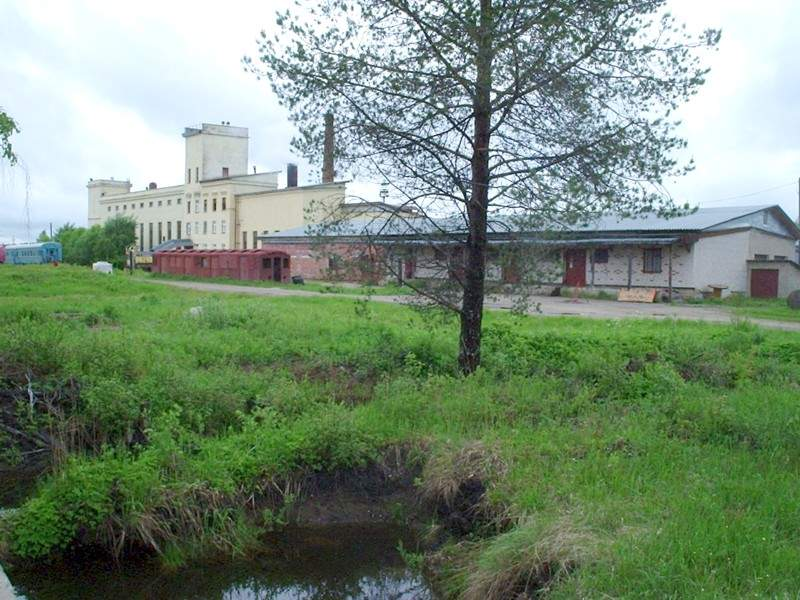
Харовский шпалопропиточный завод

- «Харовсклеспром» (бывший лесопромышленный комбинат «Лесдок») ООО Харовслеспром
- «Харовский лесоперерабатывающий завод» (бывший лесозавод «Резонанс»)
- Стеклозавод «Геро» (бывший «Заря») — химические бутыли, аккумуляторные сосуды, остановлен в 2007 году.
- Завод технологического оборудования (оборудование для отраслей АПК)
- Льнозавод (не работает), пище- и хлебокомбинаты, молочный завод (не работает).
- Шпалопропиточный завод (не работает) — производитель деревянных шпал для Северной железной дороги. На заводе действует узкоколейная железная дорога. Реорганизован в «Харовский шпалопропиточный завод», филиал ОАО «ТрансВудСервис»
- Лесозаготовки — Семигородний леспромхоз.
- Выращивают зерновые культуры, лён, многолетние травы. Мясо-молочное скотоводство.
- Месторождения торфа, кирпичных и керамических глин, стекольных песков, гравия, туфа.
- ООО «Профмастер» (бывшее предприятие «Профиль»)
- ООО «Харовск РУФ» — производство топливных брикетов.
- ООО «КОМЛАЙН» Услуги связи и интернет.
- ОАО «Ростелеком» Услуги связи и интернет.

## Культура
- Городской Дом культуры «Мир»[28] (ул. Энергетиков, 11), здание 1967 г., реконструкция 2010 г.
  - МБУК «Центр культуры Харовского округа»[29]
  - Кинотеатр «Премьерзал»[30]
- Харовская централизованная библиотечная система им. В. И. Белова[31] (ул. Октябрьская, 10)
- Харовский историко-художественный музей (ул. Ленинградская, 7)

## Памятники и мемориалы
- Мемориал воинам-афганцам (сквер на пересечении улиц Советской и Энергетиков)
- Мемориал советским воинам, павшим в Великой Отечественной войне (кладбище на ул. Пустораменской)
- Мемориальная доска Берестовенко М. П.[32] на здании школы № 2 (ул. Школьная, 7)
- Обелиск в память о погибших заводчанах «Музлесдрев»[33], 1985 г. (ул. Ленинградская, 41)
- Обелиск памяти работников стеклозавода «Заря», павших в годы Великой Отечественной войны[34] (ул. Гора)
- Обелиск памяти рабочих лесозавода № 45[35], скульптор М. С. Каменский, 1971 г. (ул. Красное Знамя, 25)
- Памятник В. И. Ленину (парк Ленина на пересечении улиц Ленина и Советской)
- Памятник Герою Советского Союза В. Н. Прокатову[36], скульптор А. В. Щепёлкин, 1967 г. (у ДК «Мир»)
- Памятник писателю В. И. Белову (у библиотеки на ул. Октябрьской, 10)
- Памятник узкоколейному паровозу Кч4-276 (сквер у д. 9 по ул. Пушкина)
- Стела памяти харовчан, погибших в годы Великой Отечественной войны[37], скульптор М. С. Брагин, 1983 г. (сквер на пересечении улиц Кубенской и Свободы)

## Религия
- Церковь Онуфрия Катромского[38], деревянная, 1990 г. (ул. Каменная, 34)
- Церковь Серафима Саровского[39], каменная, 2001—2004 гг. (ул. Энергетиков, 7)
- Часовня Всех Святых[40], кирпичная, 1998—2001 гг. (кладбище на ул. Пустораменской)